# Derry (fiktív település)
Derry egy fiktív Maine-állambeli amerikai kisváros, Stephen King több művének helyszíne.
Első alkalommal A test (1982) című kisregényben bukkant fel, majd több művében ismét előkerül. A legrészletesebben az Az (1986) című mű foglalkozik a város történetével, illetve lakóival. A Nem jön szememre álom (1994) cselekménye is teljes egészében itt zajlik. A Tóparti kísértetek (1998) csak az elején szorítkozik Derry városára, de ez a helyszín mindenképpen fontos elem a regényben. Az Álomcsapda (2001) műből megtudhatunk egyet s mást az Az című mű óta eltelt évekről. King a 11/22/63 (2011) című regényében néhány fejezet erejéig visszatér a városba és az Az című mű történéseihez, felvonultatva néhány jól ismert szereplőt. A többi említett műben a város, illetve történelme nem játszik túlzottan nagy szerepet, neve csupán említés szintjén, vagy a cselekmény helyszíneként szerepel.
King Derryvel foglalkozó regényeiből kiderül, hogy a várost egy, az alakját változtató szörny uralja, amely félelemben tartja a lakosokat, számtalan tragédiáért és gyilkosságért felelős.
Ezen felül A rémkoppantók c. alkotásában is említésre kerül, mint 'lehetséges úti cél".

## Hatások
Derry megteremtését H. P. Lovecraft művei inspirálták, aki egyébként is nagy hatással volt Kingre. Lovecraft kitalált három új-angliai kisvárost (Arkham, Dunwich és Innsmouth), és King ezt az ötletet kölcsönözte ki, amikor létrehozta Jerusalem’s Lot, Castle Rock, és Derry települést.

## A város felbukkanása
- A test (kisregény, A remény rabjai, 1982)
- A menekülő ember (1982)
- Állattemető / Kedvencek temetője (1983)
- Mrs. Todd rövid útjai (novella, Csontkollekció, 1985)
- Ottó bácsi kocsija (novella, Csontkollekció, 1985)
- Az (1986)
- A rémkoppantók (1987)
- Titkos ablak, titkos kert (kisregény, Titkos ablak, titkos kert, 1990)
- Hasznos Holmik (1991)
- Az éjszakai denevér (novella, Rémálmok és lidércek, 1993)
- Nem jön szememre álom (1994)
- Tóparti kísértetek (1998)
- Álomcsapda (2001)
- A négyes boncterem (novella, Minden haláli, 2002)
- Az országút vírusa északra tart (novella, Minden haláli, 2002)
- A Setét Torony VII: A Setét Torony
- Lisey története (2006)
- Mute (novella, 2007)
- Hosszabbítás jutányos áron (kisregény, Minden sötét, csillag sehol, 2010)
- 11/22/63 (2011)